# Frets on Fire
Frets on Fire — музична відеогра, клон Guitar Hero, гравець в яку симулює виконання музичної композиції, натискаючи клавіші комп'ютерної клавіатури або спеціального контролера синхронно з нотами, що рухаються екраном. Frets on Fire посіла перше місце в конкурсі з розробки ігор на демопаті Assembly 2006 року.

## Ігровий процес
Ігровий процес Frets on Fire дуже схожий на Guitar Hero — гравець імітує гру на гітарі. Істотна відмінність Frets on Fire полягає в тому, що вона спочатку створювалася з розрахунком на клавіатуру, тоді як Guitar Hero використовує гітарний контролер — спеціальний геймпад у вигляді електрогітари. Для гри клавіатуру слід тримати як гітару, однією рукою натискаючи на клавіші «ладів», а іншою на клавіші «медіатора». Frets on Fire має підтримку джойстиків, що уможливлює й використання (через перехідник PlayStation 2 → PC) оригінальних контролерів призначених для Guitar Hero. У ході гри на екрані з'являються кольорові ноти, синхронізовані з однією з партій музичної композиції (бас або соло-гітари). Гравець повинен вчасно зіграти ці ноти, натиснувши на відповідний лад (за замовчуванням клавіші від F1 до F5) і одночасно ударивши по струнах клавішею Enter. При цьому відтворюється частина партії інструменту, якщо гравцеві не вдається потрапити в «ноти», звучання інструменту переривається. Кожні 10 правильно зіграних «нот» збільшують множник очок, що скидається при першому промаху.
На жаль, більшість клавіатур не підтримують правильного визначення одночасного натискання кількох клавіш, які неє керувальними (Shift, Ctrl, Alt тощо). Це призводить до неможливості «зіграти» деякі композиції на високих рівнях складності, де, наприклад, треба натиснути F2, F3 та F4 одночасно. Частково вирішити проблему іноді можна, вибравши як медіатор правий Shift (за замовчуванням використано Enter; неважко вибрати і відразу обидві клавіші).
У версії 1.2.438 у грі з'явилися ноти, які грають прийомом легато (англ. hammer-on і pull-off, зазвичай скорочується як HOPO). Щоб взяти таку ноту, достатньо зіграти звичайним чином попередню, а потім натиснути «лад» HOPO ноти, «бити по струнах» при цьому не обов'язково. Реалізація такої поведінки містила кілька помилок, які виправлено у версії 1.2.451.

## Модифікації
Формати файлів та умови ліцензування Frets on Fire дають широкий простір для експериментів та модифікацій. Можлива заміна графічного оформлення всіх елементів гри, а також зміна ігрового процесу. Для версії гри 1.2.324 існує модифікація RF-mod, що додає режими гри для двох гравців на одному екрані одночасно, підтримку вибору різних гітарних партій, ближчу до оригінальних ігор Guitar Hero реалізацію легато та багато дрібних покращень програмного коду.

## Ліцензія
Frets on Fire — гра з відкритим сирцевим кодом, написана на Python і розповсюджувана під GNU General Public License, хоча до її складу входять також компоненти з іншими загальнодоступними ліцензіями. Ресурси гри містять пісні та деякі шрифти, які є пропрієтарними.

## Альтернативні версії

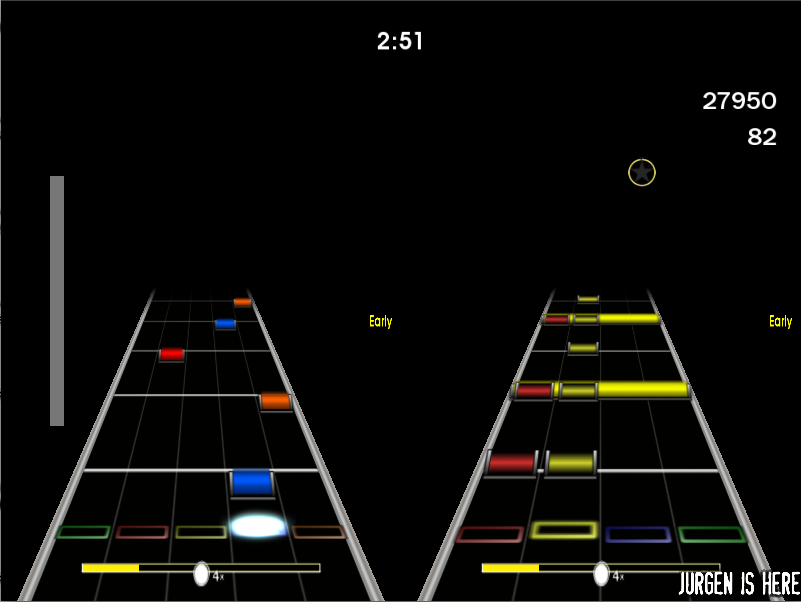
Пісню грають на Frets on Fire X (використовуючи тему Megalight Rock Band Style)

Однією з популярних версій гри є Frets on Fire X (скорочено FoFiX), форк розроблений з серії  модів версії Frets on Fire 1.2.451. На додачу до підтримки чотирьох гравців, цей форк підтримує кастомні графічні теми (що дозволяє користувачам створювати копії Guitar Hero чи Rock Band), басові та барабанні треки і попередню підтримку текстів. Остання стабільна версія FoFiX, 3.123 випущена 16 грудня 2021.